# Avia S-199
Avia S-199 byl poválečný československý jednomístný jednomotorový stíhací letoun, jehož konstrukce se skládala z draku německého stíhacího letounu Messerschmitt Bf 109G osazeného motorem Jumo 211F původně určeným pro bombardéry, i s třílistou vrtulí VS 11. Slabší motor zhoršil výkony, těžká (byť zmenšená) vrtule zhoršila letové vlastnosti. Vzniklo tak pilotážně náročné letadlo, se kterým měli především piloti mnoho starostí. V době od prodeje Spitfirů Izraeli až do příchodu MiGu-15 však S-199 tvořil základ československého stíhacího letectva.

## Vývoj
Po druhé světové válce zůstalo na území Československa značné množství draků z německých letounů Messerschmitt Bf 109G a K. Jelikož chyběly originální německé motory Daimler-Benz DB 605 (jejich obrovská zásoba byla zničena během dodnes neobjasněného požáru bývalého cukrovaru v Krásném Březně, který předcházel ústeckému masakru), bylo rozhodnuto o osazení těchto draků motory Jumo 211F (s československým označením M-211F). Výrobou těchto letadel byla pověřena pražská továrna Automobilové závody, n. p., závod 2 (Avia) a Letecké závody, n. p., výroba Letňany (Aero). Kormidla a křidélka dodávaly také Letecké závody, n. p., výroba Letňany, avšak z výrobních prostor bývalého Letovu, Letecké závody, n. p., výrobna Malešice dodávaly pohonné jednotky M-211 a Letecké závody, n. p., výrobna Jinonice vrtule i s kužely.
Výkony letounů však byly problematické, a tak si stroj u československých pilotů vysloužil přezdívku „Mezek“. Zálet upraveného stroje (C-210) provedl 25. dubna 1947 tovární zalétávací pilot Petr Široký. Letouny se vyráběly od roku 1947 do roku 1949 a celkem bylo vyrobeno 450 kusů jednomístných S-199 a 82 kusů dvoumístné verze označené CS-199.

## Bojové užití

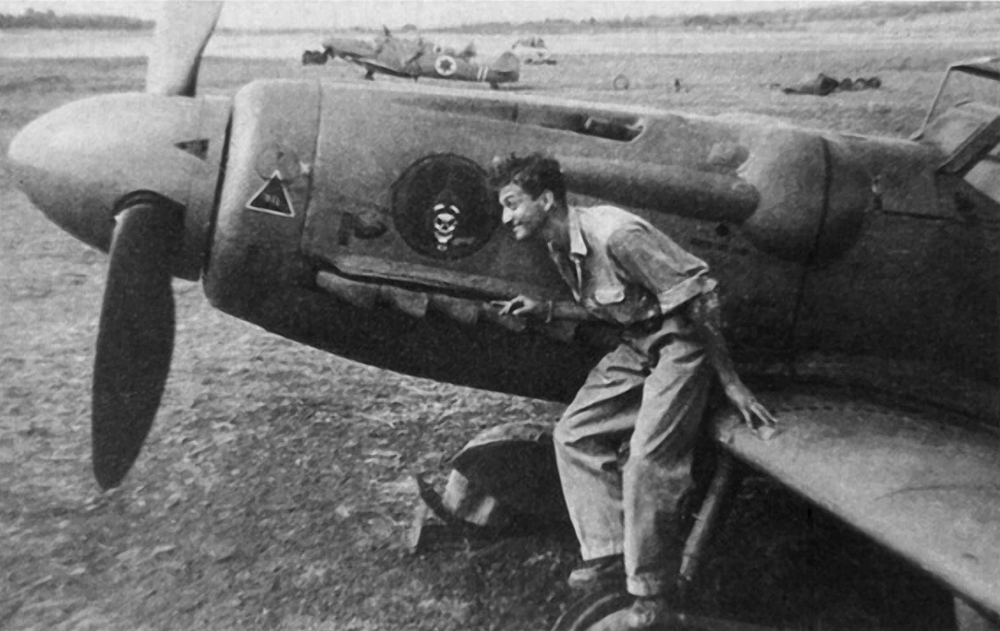
Pozdější izraelský prezident Ezer Weizman, v době izraelské války za nezávislost pilot 101. tajeset, před motorovým krytem Avie S-199. V pozadí další Avie izraelského letectva.

První sériové letouny byly dodávány od 2. února 1948 k leteckým plukům 7 a 8 3. letecké divize v Brně, kam bylo do 2. dubna přelétnuto minimálně 32 strojů. Další dodávky pokračovaly také v následujících měsících. Od 14. dubna 1948 byly zahájeny přelety S-199 do Českých Budějovic k LP 4 a Stíhacímu výcvikovému středisku, fungujícímu v rámci LP 5. Oba pluky byly součástí 2. letecké divize. Do 29. července přelétlo minimálně 37 strojů do Českých Budějovic, v témže období byly první S-199 dodány také k LP 1 ve Zvolenu, náležejícímu do svazku 4. letecké divize a k Letecké vojenské akademii v Hradci Králové a Pardubicích. Současně pokračovaly dodávky i k LP 4 po jeho přemístění z Českých Budějovic do Plzně, k němuž došlo na konci července 1948. Do roku 1949 tak všechny tehdy existující stíhací pluky nahradily doposud používanou bojovou techniku výhradně letouny S-199. 30. června 1949 k nim přibyl LP 3 u 3. letecké divize v síle dvou letek, posílený ještě téhož roku o letku třetí. „Mezky“ počátkem roku 1949 obdrželo také Bezpečnostní letectvo, které je nasadilo u svých Leteckých hlídek.
Monopolní postavení S-199 ve výzbroji Československého letectva skončila rokem 1951, kdy bylo zahájeno přezbrojení na proudovou techniku. Dnem 1. června 1951 se S-199 staly výhradní výzbrojí nově ustavené 22. letecké divize, v jejíž sestavě se nacházely letecké pluky 3, 4 a 18. Divize byla určena k součinnosti s bitevním a bombardovacím letectvem k podpoře bojové činnosti pozemního vojska. Kromě toho typ sloužil ještě v Leteckém učilišti, v původní čistě stíhací roli u 51. leteckého pluku v období 1951-1953, a od 1. listopadu 1953 u 6. leteckého stíhacího pluku proudového jako dočasná výzbroj do jara 1955. V létech 1953 až 1955 operovaly S-199 také u 3. letky 45. dělostřeleckého průzkumného pluku.
Poslední stroje dosloužily počátkem léta 1955 u 6. stíhacího leteckého pluku, 45. dělostřeleckého průzkumného pluku a 1. i 2. leteckého školního pluku Leteckého učiliště.
Když roku 1948 vznikl stát Izrael, OSN zakázala dovoz zbraní do oblasti Blízkého východu. Zbraně se tam začaly dostávat nelegálně a jediným státem, který se rozhodl pro zbrojní podporu Izraele, bylo tehdejší Československo. Byla zahájena akce DI (Důvěrné Izrael), v jejímž rámci bylo do Izraele tajně dodáno z ČSR mimo jiné i 24 letounů S-199 nebo letouny Supermarine Spitfire. Šlo o součást izraelské Operace Balak. Tyto dodávky umožnily Izraelcům během první arabsko-izraelské války obhájit svůj nový stát. První úspěšnou misí byl útok čtyř Avií 101. peruti Chel Ha Avir na arabská vojska u mostu Gešer ad Halom („Až sem“), díky kterému zastavili postup Arabů na Tel Aviv. Židé letoun přezdívali hebrejsky Sakin nebo v jidiš Meser („Nůž“) nebo prostě Messerschmitt.

## Uživatelé
- Československo
  - Československé letectvo
  - Bezpečnostní letectvo
- Izrael
  - Izraelské vojenské letectvo

## Specifikace

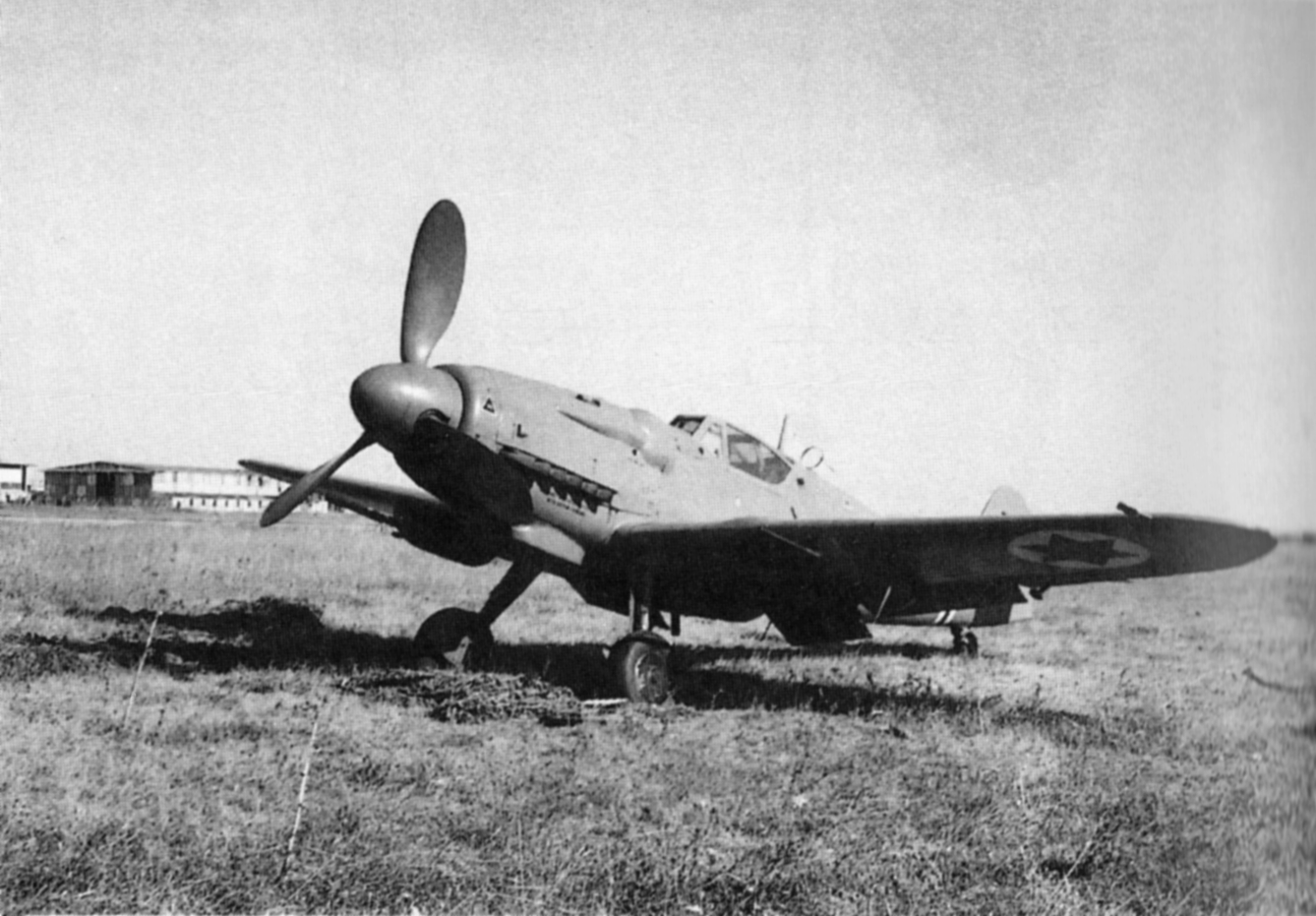
Avia S-199

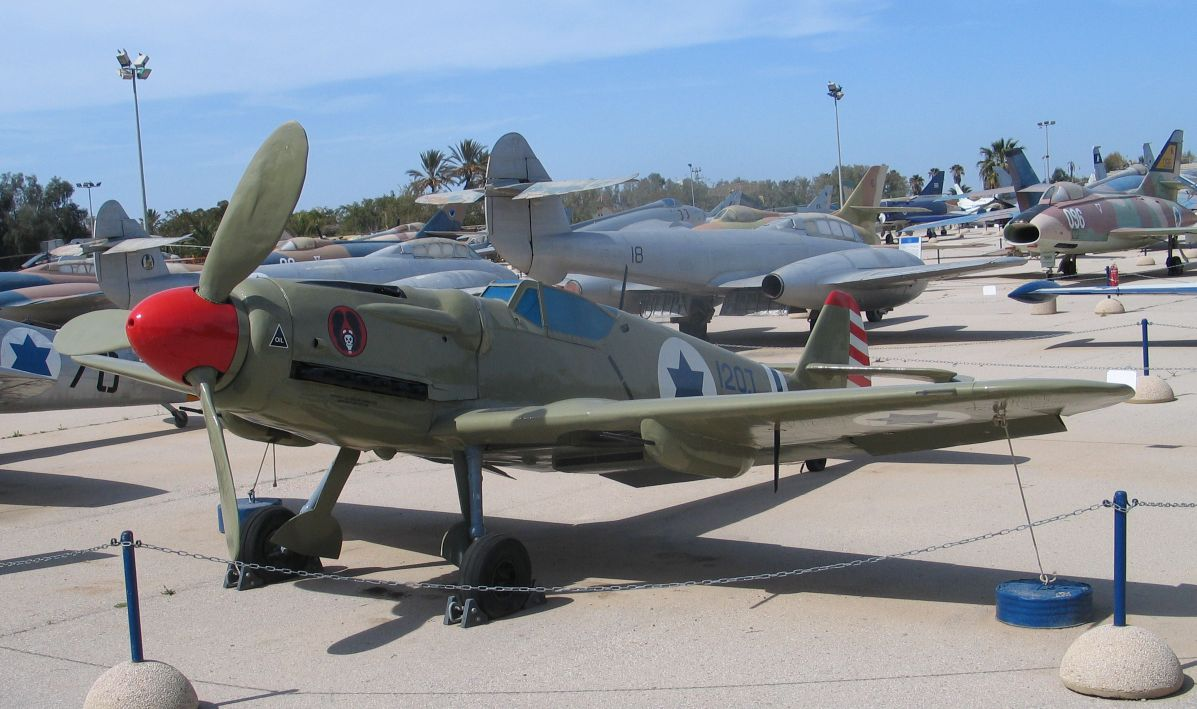
Izraelská Avia S-199, Muzeum izraelského vojenského letectva, Chacerim.

Údaje podle díla Illustrated Guide to the Israeli Air Force

### Technické údaje
- Osádka: 1
- Délka: 9,10 m
- Rozpětí: 9,92 m
- Výška: 2,59 m
- Nosná plocha : 16,1 m²
- Prázdná hmotnost: 2 600 kg
- Vzletová hmotnost: 3 500 kg
- Pohonná jednotka: 1 × invertní vidlicový motor Jumo 211F
  - Výkon motoru: 1 350 hp (1 006,7 kW)

### Výkony
- Maximální rychlost: 590 km/h
- Cestovní rychlost: 400 km/h
- Akční rádius: 850 km (s přídavnou nádrží o objemu 300 litrů)
- Dostup: 9 500 m

### Výzbroj
- 2 × kanon MG 151 ráže 20 mm
- 2 × synchronizovaný kulomet MG 131 ráže 13 mm